# KN-02 Toksa
El KN-02 Toksa (coreano:  독사; lit.  Viper 毒蛇), Hwasong-11 es un misil balístico táctico fabricado a través de una modificación norcoreana producida localmente mediante ingeniería inversa del misil balístico de corto alcance OTR-21 Tochka.

## Diseño y desarrollo
En 1983, Siria adquirió varios misiles 9K79 Tochka (SS-21 Scarab-A) de la Unión Soviética, un misil guiado de combustible sólido de una sola etapa con un alcance de 70 km y un CEP de 160 m. En 1996, los técnicos de misiles sirios proporcionaron a Corea del Norte datos técnicos sobre los misiles y luego enviaron algunos de ellos ellos mismos. La primera prueba de una versión producida en Corea del Norte se produjo en abril de 2004 y fue un fracaso, pero luego fue lanzada con éxito el 1 de mayo de 2005 en el Mar de Japón. El KN-02 ha sido probado al menos 17 veces. Se cree que la producción inicial comenzó en 2006, con el misil exhibido a bordo de un lanzador durante un desfile militar en abril de 2007 y entrando en servicio en 2008. Se especula que al menos 50 misiles están en servicio.
El KN-02 es un misil balístico de corto alcance móvil en carretera, equivalente en términos generales al Scarab-B mejorado. Aunque tiene un alcance más corto que otros misiles norcoreanos como el Scud-C, tiene una precisión superior de cerca de 100 metros CEP mediante guía inercial con un sistema de correlación óptica en la fase terminal, lo que lo convierte en el misil balístico más preciso del inventario; esto permite que se utilice para ataques de precisión contra objetivos prioritarios como aeródromos, puestos de mando, puentes, instalaciones de almacenamiento e incluso concentraciones de tropas enemigas en una función de apoyo táctico en el campo de batalla. Su ojiva pesa 485 kg (1069 lb) y probablemente consiste en una carga útil química, termonuclear, de submunición y alto explosivo ; Los ingenieros rusos podrían equipar el OTR-21 con un ojiva nuclear de 100 kilotones. El misil tiene un alcance de 120 a 140 km (75 a 87 millas) y puede ser capaz de viajar 160 km (99 millas) reduciendo la carga útil a 250 kg (550 lb).
Una diferencia significativa entre el OTR-21 ruso y el KN-02 norcoreano es el lanzador transportador-erector (TEL). Mientras que el misil ruso se transporta y dispara desde el 6×6 9P129 que tiene capacidades anfibias, el TEL del KN-02 es una versión fabricada localmente del bielorruso MAZ-630308-224 o -243 6×4 o 6×6 camión comercial pesado, que tiene una velocidad máxima en carretera de 60 km/h (37 mph) y no es anfibio. El vehículo tiene un ciclo de disparo corto, capaz de estar listo para su lanzamiento en 16 minutos, lanzar el misil en 2 minutos y recargarse en 20 minutos mediante un vehículo cargador de apoyo del mismo diseño equipado con una grúa y con capacidad para 2-4 misiles más.

### Otros desarrollos
En 2013, informes de inteligencia de Corea del Sur sugirieron que Corea del Norte estaba desarrollando una versión de misil balístico antibuque del KN-02. Se estima que su alcance es de 200 a 300 km (120 a 190 millas; 110 a 160 millas náuticas), más largo que las variantes actuales del KN-01, y sería mucho más difícil de interceptar debido a su velocidad más rápida.
En marzo de 2014, una fuente militar de Corea del Sur afirmó que el alcance del KN-02 se había ampliado a 170 km (110 millas) mediante la mejora del rendimiento del motor. La fuente también afirmó que Corea del Norte poseía 100 misiles con 30 TEL desplegados para dispararlos. En agosto de 2014, tres KN-02 fueron disparados a un alcance de 220 km (140 millas) y se estimó que tenían una precisión probable de error circular de 100 metros.
El Hwasong-11/KN-02 de alcance extendido se conoce como KN-10. Se espera que el alcance del misil sea superior a 230 kilómetros.
Estados Unidos identificó el sistema KN-10 en 2010.
En enero de 2024, el portavoz del Consejo de Seguridad Nacional, John Kirby, informó que Rusia lanzó misiles balísticos norcoreanos contra Ucrania. Según Joost Oliemans, las pruebas fotográficas indican que en los ataques se utilizaron misiles Hwasong-11, como el KN-23 y el KN-24.